# Англійський ангорський кріль
Англійський Ангорський кріль — пухова порода кролів.

## Історія
Англійський ангорський кролик в Англію був завезений із турецької Анкари, що співзвучно з назвою породи, а в Англії імпортована порода була покращена. Перша згадка про дивовижні кролики з ангорським хутром в англійських документах з'являється 1500-х роках, а через 200 років пізніше вони стають популярними і у Франції.
У 1900 році ангори прибули до Америки, де у них відразу з'явилося безліч шанувальників, і порода отримала свій подальший розвиток. До 1939 року вона існувала в одному варіанті, який називали Ангора Вулер, пізніше тип розділили на французький та англійський підтипи. У 1944 році Американська асоціація кролівництва офіційно визнала дві різні породи, які зараз відомі як Французький ангорський і англійський ангорський.

## Біологічні характеристики
Існують і інші відомі породи з волохатим хутром, але тільки у Англійських Ангорських кроликів так багато вовни на мордочці, вухах і ногах, включаючи ступні. Хоча цей кролик на пару-трійку кілограм важче представника популярних декоративних кроликів - фузз Лопа або Джерсі Вулі, він все одно найменший з усіх Ангор.
Вага дорослих особин коливається від 2,4 до 3,4 кг. Тип округлого тіла компактний, мордочка плоска. Вуха вертикально посаджені, рясно вкриті шерстю, на кінчиках яких звисають "пензлики".

## Хутро
Англійська Ангорский кролик в ідеальному стані практично завжди є фаворитом виставок і його дуже складно перевершити представникам інших порід. Але виростити такий чудовий екземпляр - непросте завдання. З огляду на рясно зростаючу шерсть, він вимагає більш ретельного догляду навіть в порівнянні з іншими ангорами.
Якість вовни - найважливіша характеристика при оцінці на виставці. Текстура повинна бути м'якою і шовковистою. Остьові волоски повинні бути присутніми, але не в такій великій кількості, як у Французьких Ангор. Довжина вовни не менше 5 см, але при цьому за довжину понад норму бонусні очки не присуджуються. Проте, у кращих екземплярів пасма досягають немислимих 30 см довжини!